# Lčovice
Lčovice är en ort i Tjeckien.   Den ligger i regionen Södra Böhmen, i den sydvästra delen av landet, 120 km söder om huvudstaden Prag. Lčovice ligger 550 meter över havet och antalet invånare är 115.
Terrängen runt Lčovice är kuperad åt sydväst, men åt nordost är den platt. Runt Lčovice är det ganska tätbefolkat, med 65 invånare per kvadratkilometer. Närmaste större samhälle är Strakonice, 16,7 km norr om Lčovice. I omgivningarna runt Lčovice växer i huvudsak blandskog.